# 羽ぼうき
羽ぼうき（はねぼうき、羽箒・羽根箒とも表記）は、カモなどの鳥の羽を束ねて柄の先に取り付けた箒。

## 概要
日本の茶道において、茶道具の一つ。風炉の周囲などを掃き清めるため、初期から製作・使用されてきた。かつては茶人が自ら結い、現在は羽箒師が作る。  
近現代においては、消しゴムの屑などを掃うのに用いる文房具・製図用品、製図ブラシの一種としても使われる。製図において図面を鉛筆で仕上げていた当時は、図面を汚さないための必需品であったが、ドラフターからCADへと作画方法が変化する中で使われなくなった。
漫画家やイラストレーターも利用するが、こちらもパソコンを使って描画することが多くなり、過去の道具になりつつある。